# غرنوقية
الفصيلة الغُرنوقيةأو العطرية  (الاسم العلمي: Geraniaceae) هي فصيلة من النباتات تتبع رتبة الغرنوقيات من طائفة ثنائيات الفلقة.	تضم هذه الفصيلة 6 أجناس وتضم أنواعا عدة منها العطرية من جنس اللقلقي.
توجد نباتات هذه الفصيلة في المناطق المعتدلة على سطح الكرة الأرضية. وهناك أنواع كثيرة من الأروديوم متشابهة في الأزهار ولكن أوراقها مختلفة في الشكل. وجنس الغرنوقي من نباتات الزينة المهمة لأنها تتمتع بأزهار جذابة وخاصة ذات اللون الوردي وهناك أنواع هجينة منها ذات أزهار بديعة لذلك فإن الغرنوقي يزرع في الحدائق على نطاق واسع.

## مراجع

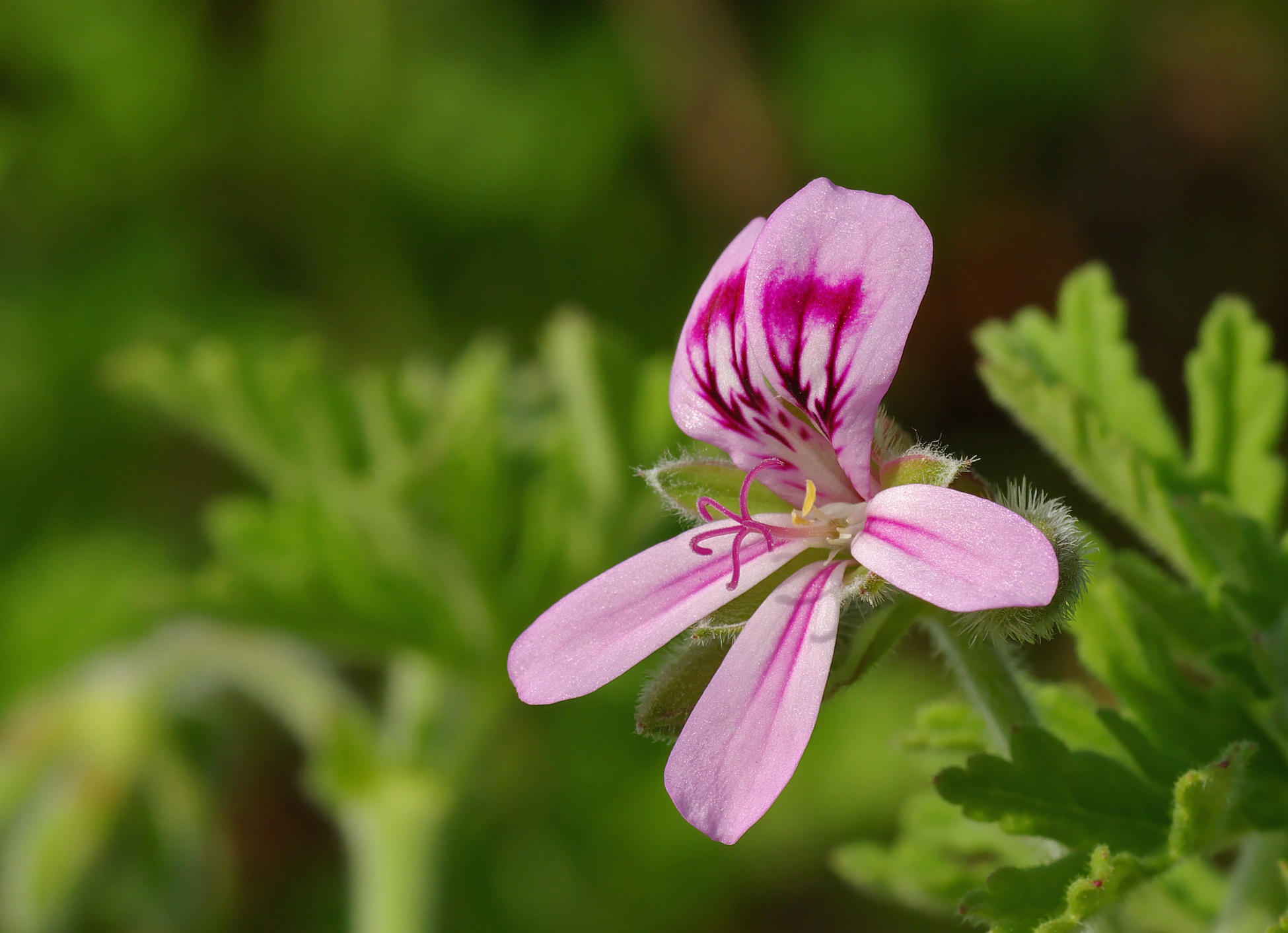
زهرة نبات العطرية

## من أجناسها
- الغرنوقي (باللاتينية: Geranium)
- اللقلقي (باللاتينية: Pelargonium)
- إبرة العجوز (باللاتينية: Erodium)
- الدهمة (باللاتينية: Monsonia)
- الكاليفورنية (الاسم العلمي: California)
- (الاسم العلمي: Hypseocharis)

## من قبائلها
- غرنوقاوية (باللاتينية: Geranieae)